# Reloj de María Antonieta
El Breguet No. 160 Grand Complication, más conocido como Marie-Antoinette o la reina, es un reloj de bolsillo diseñado por el relojero suizo Abraham Louis Breguet, al que le correspondió el número de serie 160. Mencionado como un poema en relojería, se cree que el reloj fue encargado en 1783 por el conde sueco Hans Axel de Fersen, amante de la reina de Francia María Antonieta de Austria. El trabajo en el reloj comenzó en 1783 y se completó en 1802.

## Historia
Se cree que el reloj fue encargado en 1783 por un admirador desconocido de la reina de Francia María Antonieta de Austria.
Se necesitaron diecinueve años para completarlo. María Antonieta no vivió para ver el reloj concluido, ya que se terminó de fabricar nueve años después de su ejecución. Los trabajos se detuvieron durante siete años (1789-1795), coincidiendo con el período de exilio de Breguet. Finalmente se terminó en 1802. El María Antonieta permaneció en posesión de la empresa Breguet hasta que fue vendido a Sir Spencer Brunton en 1887, y finalmente terminó en la colección del experto en relojes producidos por Breguet Sir David Lionel Salomons en la década de 1920.
Fue robado del Instituto L. A. Mayer de Arte Islámico el 17 de abril de 1983 junto con más de 100 relojes raros de la colección de Salomons. El robo quedó sin resolver durante 23 años, hasta que la policía fue alertada por personas que dijeron haber visto piezas de la colección. Resultó que el ladrón y experto en relojes Na'aman Diller había cometido el robo, escondiendo los relojes en cajas fuertes en Estados Unidos, Europa e Israel. Tras la muerte de Diller, su viuda intentó vender los relojes robados en 2004. Detenida por la policía, sería condenada a cinco años de libertad condicional por aceptar objetos robados. De los 106 relojes sustraídos, solo se recuperaron 39 en 2007, incluido el de María Antonieta. Los relojes fueron devueltos al museo de Jerusalén. En 2013, el reloj se valoró en 30 millones de dólares.

## Construcción

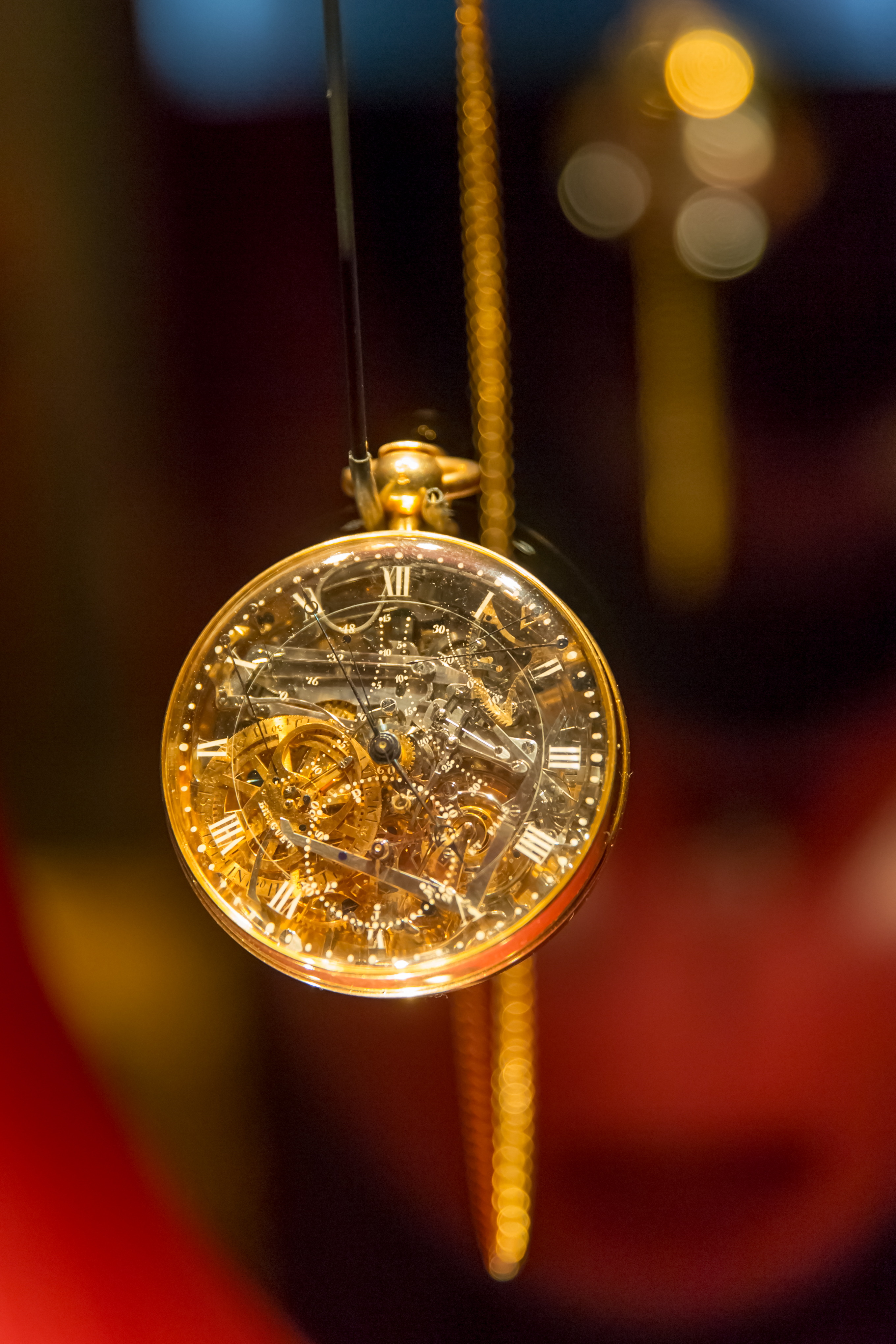
Reloj de bolsillo Breguet No.160, conocido como el reloj de María Antonieta

El reloj está integrado por 823 componentes, y debía contener todas las complicaciones conocidas en la época en la que se concibió, incluidas las siguientes:
- Reloj
- Hora solar[1]
- Reserva de cuerda[1]
- Calendario perpetuo
- Repetidor de minutos
- Termómetro
- Cronógrafo
- Amortiguación[5] (un sistema de protección contra golpes, invención propia de Breguet)
- Repetidor de minutos
- Cuerda automática[1]
- Segundero independiente[2]

Incluso para los estándares de la época, era una pieza astronómicamente cara. Se utilizaron los materiales más valiosos (incluidos oro, platino, rubíes y zafiros) sin límite de tiempo o costo. El reloj está revestido de oro, con una esfera transparente que muestra el complicado movimiento de los engranajes en su interior. Breguet utilizó zafiros en el mecanismo para reducir la fricción.
Los registros de la empresa Breguet indican que los costes de fabricación llegaron a la colosal suma de 30.000 francos. Esto es más de seis veces el coste de la otra gran obra de Breguet, el nº 92, que se vendió al duque de Preslin por 4.800 francos.

## Réplica
En 2005, se encargó a los relojeros de Breguet, con el apoyo del presidente de Swatch, Nicolas Hayek, que hicieran una réplica del reloj, que se terminó después de tres años y se presentó al público en una caja de roble, hecha del árbol favorito de María Antonieta en Francia.

## En la cultura popular
- El reloj es un punto central de la trama de la novela The Grand Complication de Allen Kurzweil.[6]